# Lasse Hessel
Lasse Hessel (Dinamarca, 1940) é um médico, sexólogo e inventor dinamarquês, responsável pela criação do preservativo feminino. Também é conhecido internacionamente por seus trabalhos em nutrição e fibras dietéticas.